# Causa sui
Der Begriff Causa sui (lateinisch Causa für Grund, Ursache und sui für sich) bezeichnet in der Philosophie bisweilen die Selbstursache, d. h., wenn etwas Ursache für sein eigenes Sein ist. In der Scholastik wird der Ausdruck causa sui ablativisch verwendet (causā als Ablativ) und ist nicht mit „Ursache seiner selbst“, sondern mit „um seiner selbst willen“ zu übersetzen.
Verwendung findet der Begriff u. a. bei Plotin, Descartes, Spinoza, Schelling, Hegel, Kant und Nietzsche. Häufig mit Causa sui bezeichnet wird Gott als das unbedingte Sein. In scholastischer Terminologie wäre Causa sui, verstanden als „Ursache seiner selbst“, jedoch ein Widerspruch, da nichts sich selbst ursächlich hervorbringen kann. Die ablativische Verwendung als „um seiner selbst willen existierend“ drückt hingegen kein verursachendes Selbstverhältnis aus, sondern ein teleologisches: Gott existiert um seiner selbst willen und nicht mehr eines ihm äußerlichen Zweckes wegen. 
Im Jahre 1940 erkannte Robin George Collingwood in seinem „Essay on Metaphysics“, dass kein System seine eigene Begründung innerhalb seiner selbst finden kann. Die Verwendung von causa sui als „Ursache seiner selbst“ ist jedoch nicht zwingend widersprüchlich: Beispielsweise bedeutet Freiheit, Ursache der eigenen Handlungen zu sein. Die Neuscholastik lehnt die Anwendung des Begriffs auf Gott als spinozistisch ab. In seiner Antwort auf die Einwände des Caterus gegen seine „Meditationes de prima philosophia“ verwendet Descartes den Begriff causa sui, auf Gott angewandt, im Sinne von „Kraft seiner selbst existierend“. Während für die klassische Scholastik nur das eingeschränkte Prinzip galt, dass alle kontingenten Dinge einer Ursache bedürfen, nicht aber Gott, übernimmt Leibniz den Begriff der causa sui als „Ursache seiner selbst“ und fordert, dass alle Seienden einer Ursache bedürfen, also auch Gott. Diese (der klassischen Theologie bzw.  natürlichen Theologie widersprechende) Auffassung von Gott wird später Bertrand Russell als widersprüchlich bezeichnen und gegen die Existenz Gottes ins Feld führen.